# شاه‌جیونه
شاه‌جیونه (به انگلیسی: Shah Jeewna) یک شهرک در پاکستان است که در پنجاب واقع شده‌است.